# Sousoší Nejsvětější Trojice (Holín)
Raně barokní pískovcové sousoší Nejsvětější Trojice od neznámého autora se od roku 1676 nalézá na návsi u domu čp. 17 ve vesnici Holín, místní části obce Bojanov v okrese Chrudim. Sousoší je od roku 1958 chráněno jako nemovitá kulturní památka ČR.

## Popis
Na návsi ve čtvercovém pískovcovém ohrazení vysypaném kačírkem stojí na nízkém pískovcovém podkladu sousoší Nejsvětější Trojice.
Na nízkém, profilováním nahoře okoseném podstavci stojí hranolový pilíř zakončený nahoře profilovanou římsou. Na čelní straně pilíře je vytesán nápis: „POCHVÁLEN BUĎ PÁN JEŽÍŠ KRISTUS“ a letopočet 1676. Boční strany pilíře zdobí vypouklý rámeček. Na zadní straně jsou vytesány záznamy o opravách : rok 1910, 1974, 1990.
Na římse pilíře stojí na bohatě profilovaném podstavci v oblacích sousoší Nejsvětější Trojice představované sochou Boha Otce s trojúhelníkovitou svatozáří nad hlavou, držícího v rukou kříž s Kristem-Synem, před kterými se vznáší holubice představující Ducha svatého.

## Galerie

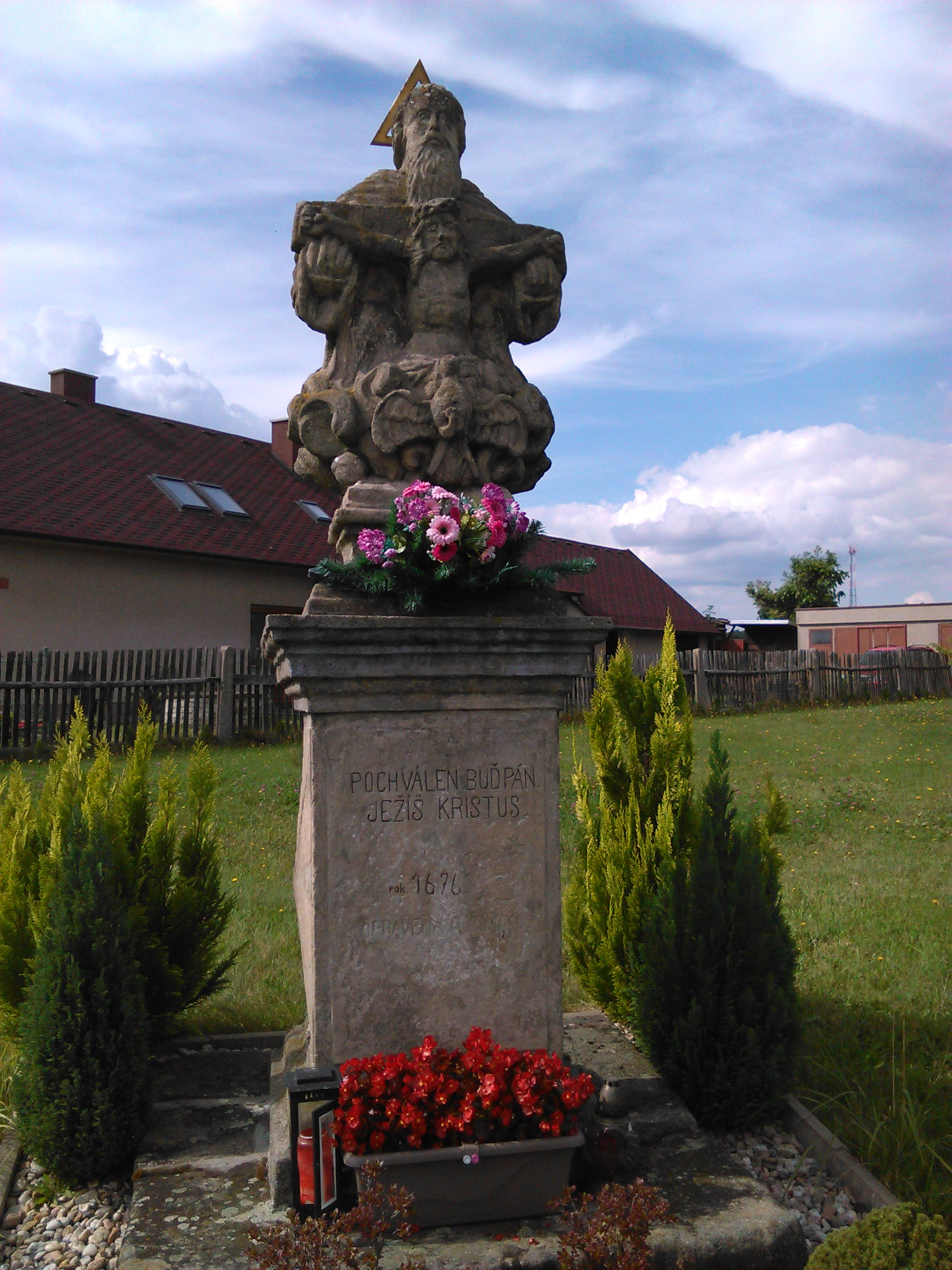
sousoší Nejsvětější Trojice v Holíně